# Tresserve
Tresserve település Franciaországban, Savoie megyében. Lakosainak száma 2927 fő (2022. január 1.). Tresserve Aix-les-Bains, Bourdeau, Le Bourget-du-Lac és Viviers-du-Lac községekkel határos.

## Népesség
A település népessége az elmúlt években az alábbi módon változott:
| Lakosok száma | 3109 | 3076 | 3149 | 3014 | 3003 | 2988 | 2981 | 2945 | 2927 |
|               | 2013 | 2015 | 2016 | 2017 | 2018 | 2019 | 2020 | 2021 | 2022 |